# Gilbert Newton Lewis
Gilbert Newton Lewis, ameriški kemik, * 23. oktober 1875, Weymouth, Massachusetts, ZDA, † 23. marec 1946, Berkeley, Kalifornija, ZDA.

## Delo
Med letoma 1916 in 1919 je Lewis predstavil teorijo o kemijski vezi, ki temelji na predpostavki, da se atomi med seboj spajajo tako, da dosežejo polno elektronsko ovojnico, podobno kot žlahtni plini. Kemijsko vez je Lewis razložil s skupnim elektronskim parom dveh atomov, pri čemer oba atoma z veznim elektronskim parom dosežeta polno elektronsko ovojnico, ki jo je poimenoval kovalentna vez.